# Manly, Iowa
Manly är en ort i Worth County i Iowa. Vid 2010 års folkräkning hade Manly 1 323 invånare.